# 세번째 사랑 (2010년 영화)
《세번째 사랑》(영어: Barney's Version)은 2010년 개봉한 캐나다의 코미디 드라마 영화이다.

## 출연진
- 폴 지어마티
- 더스틴 호프먼
- 로저먼드 파이크
- 미니 드라이버
- 라셸 르페브르
- 애나 홉킨스
- 제이크 호프먼
- 브루스 그린우드
- 마크 애디
- 폴라 진 힉슨
- 스콧 스피드먼
- 클레이 베넷
- 솔 루비넥
- 하비 앳킨
- 마샤 그르농
- 애텀 이고이언
- 데이비드 크로넌버그
- 폴 그로스
- 드니 아르캉
- 마크 커매초
- 엘런 데이비드
- 카일 스위처

## 기타 제작진
- 공동 제작: 리즈 라퐁텐, 아리 랜토스, 도메니코 프로카치
- 라인 제작: 잔루카 레우리니
- 배역: 디어드러 보언, 팸 딕슨, 니나 골드
- 미술: 클로드 파레
- 세트: 엘리즈 드블루아
- 의상: 니콜레타 마소네